# Phragmorchis
Phragmorchis là một chi thực vật có hoa trong họ, Orchidaceae.